# Чернокрылый неразлучник
Чернокрылый неразлучник (лат. Agapornis taranta) — птица отряда попугаеобразных.

## Внешний вид
Это самый крупный представитель рода. Величина взрослых птиц 17 см. Окраска травянисто-зелёная. Клюв, лоб и узкое окаймление вокруг глаз ярко-красного цвета. Нижняя часть крыла и кончик чёрные, хвостовые перья зелёные с чёрным окаймлением. У самок и молодых птиц нет красной окраски на голове. Голова у самки зелёная. У молодых птиц клюв жёлто-коричневый.

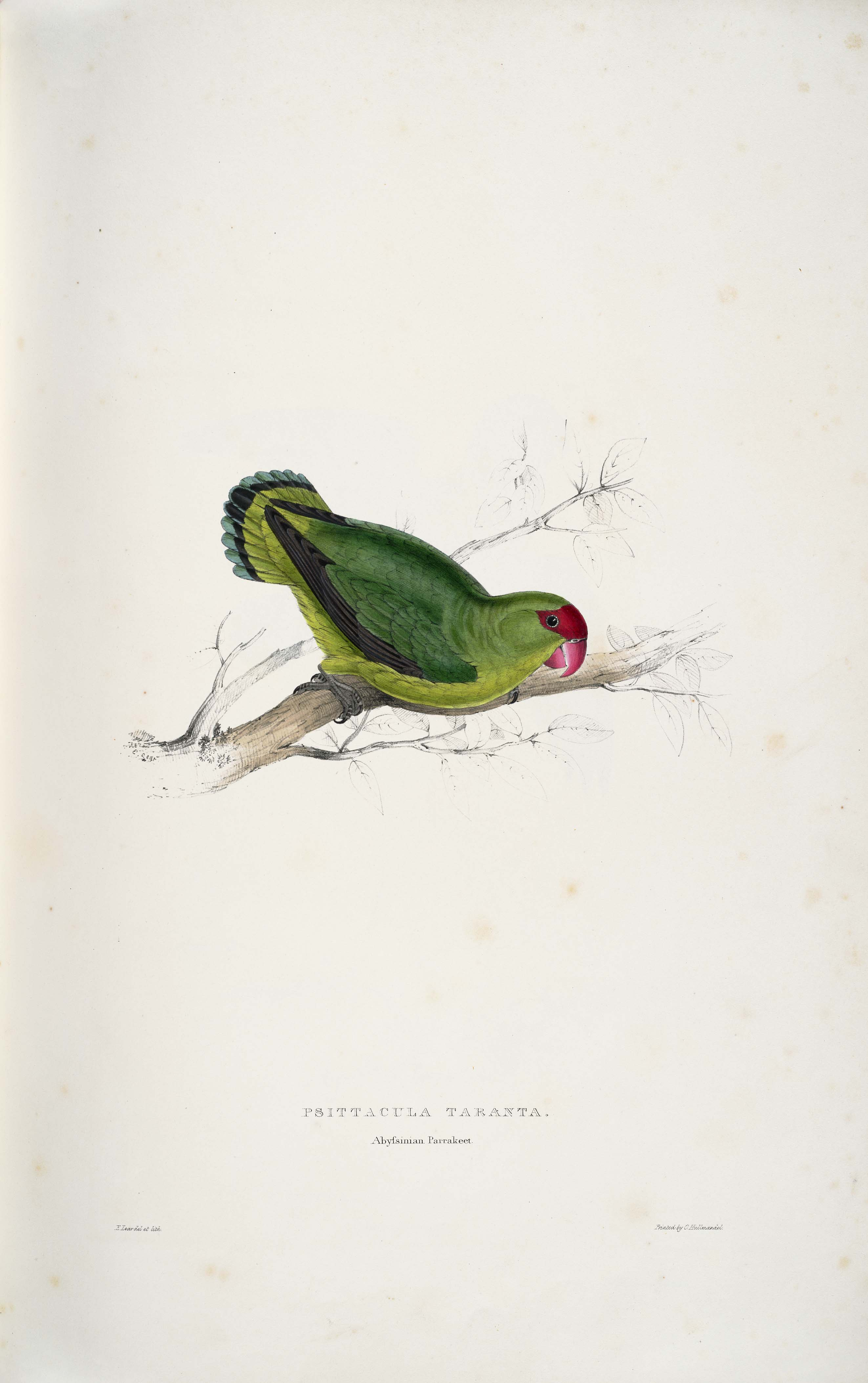
E.Lear

## Распространение
Обитает в Эфиопии и Эритрее.

## Образ жизни
Населяют горные тропические леса до высоты 1500—3300 м над уровнем моря. Стараются избегать людских селений. Держатся обычно небольшими стайками по 8-10 птиц. Питаются плодами и семенами дикорастущих и культурных растений, в основном корбии и сикоморы.

## Размножение
Доставкой гнездового материала в гнездо занимается самка, засунув его в оперение спины или под крылья. В кладке обычно 4-6 яиц, которые насиживает самка 18-20 дней. Молодые покидают гнездо через 6-7 недель и довольно быстро начинают самостоятельно питаться, обычно через неделю после вылета из гнезда.

## Содержание
В Европу завезён в 1906 году. Это очень общительный, резвый и жизнерадостный попугайчик. Хорошо адаптируется к клеточно-вольерному содержанию.